# Provincia de Joló
Sulu (en joloano: Wilāya Sūg; en filipino: Sulu) es una provincia insular en la Región Autónoma de la Nación Mora en el Mindanao Musulmán en Filipinas. Su capital es Joló.

## Economía
La agricultura y la pesca son los actividades económicas principales de la provincia. Existe también una industria de perlas muy extensiva.

## Idiomas
El joloano es el idioma principal de la provincia.

## Historia

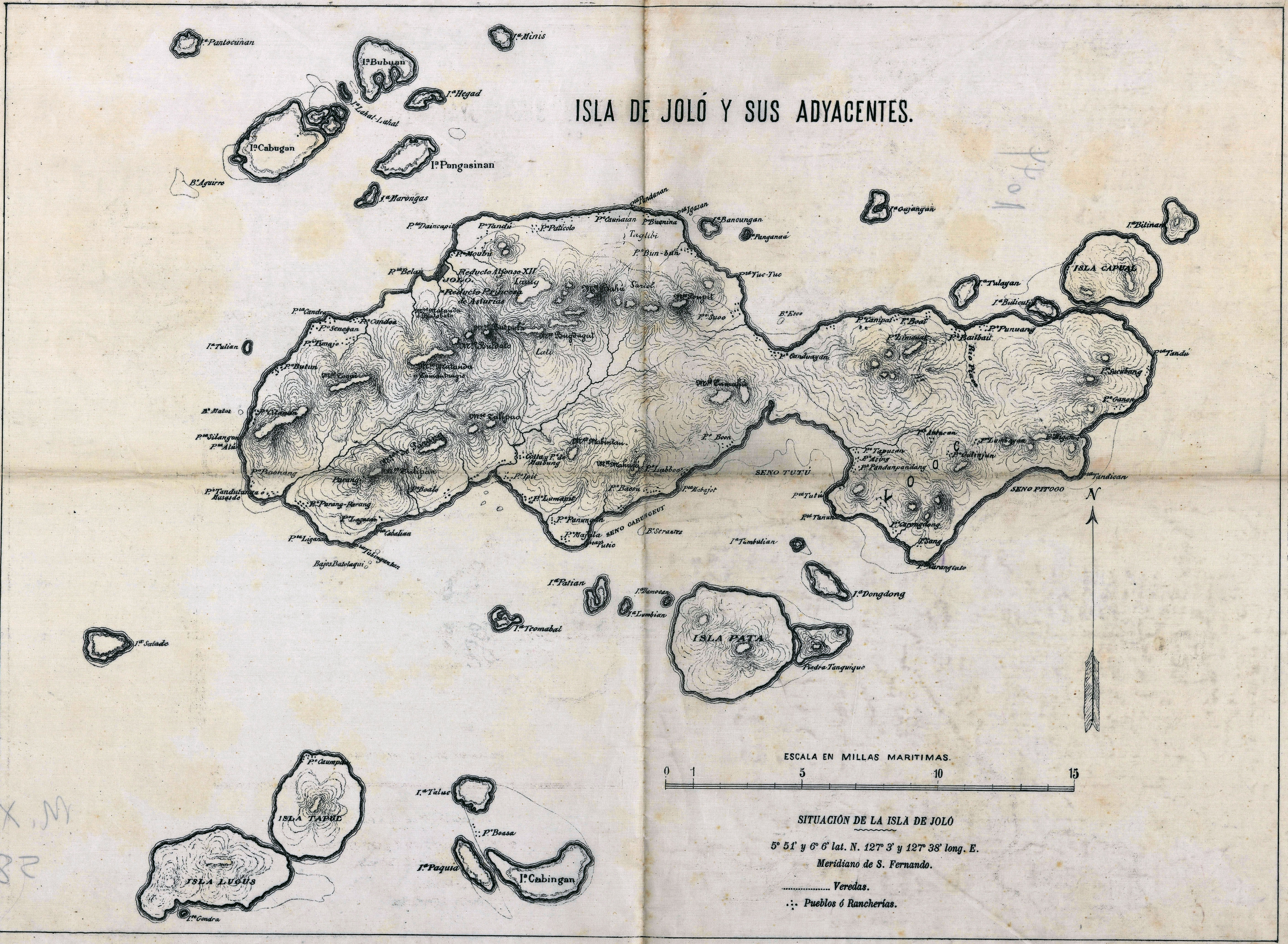
Isla de Joló y adyacentes

Este territorio fue parte del Imperio español en Asia y Oceanía (1520-1898).
Desde 1450 hasta 1917 la provincia de hoy constituía el centro del Sultanato de Joló (malayo: Kesultanan Suluk).